# 잘츠부르크 부활절 축제
잘츠부르크 부활절 축제(독일어: Osterfestspiele Salzburg)는 잘츠부르크에서 부활절 주간에 서양 고전 음악(클래식)과 오페라를 공연하는 축제이다. 1920년 이후 해마다 7월 말부터 8월 사이에 5주간의 일정으로 열리는 잘츠부르크 축제(Salzburg Festival)도 있다.